# ソフトモヒカン

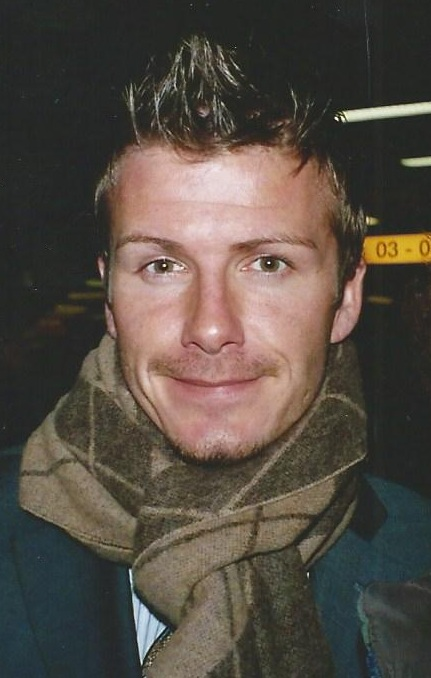
デビッド・ベッカム（2005年）

ソフトモヒカン（和製英語：soft Mohican ）は、髪型の一種。英語では fauxhawk（fauxはフランス語でfalse（「偽の」）、hawkは「鷹」の意味もあるが、ここではmohawk（「モヒカン刈り」）を意味する。「偽（フェイク）のモヒカン」）。イタリア語では、モヒカンスタイルの実際の「とさか」に関連づけて、口語的に、クレスティーノ（crestino）またはクレスタ（cresta）と呼ぶことがある。正面から見て頭部の中心となるラインの髪が、他の部位に比べて長い髪型。必ずしもサイドを剃ったり、段差をつけて短く刈り込む必要はない。日本では、「ソフモヒ」と略されることが多い。

## 概要
多くの場合、それは劇的なヘアカットをともなわないので、それは容易に可逆的な外観となる。それがモヒカン刈りとは区別される所以である。ソフトモヒカンは、隆起の側面の毛がカットされず、また、隆起自体もモヒカン刈りよりもかなり低いので、ヘアジェルやラッカー、ヘアワックスまたは同様の整髪料の簡単なケアで維持される事実によって特徴づけられる。したがってソフトモヒカンは、処理が髪の長さだけに依存する髪型ともいえる。
このヘアスタイルはイギリスのサッカー選手、デビッド・ベッカムによって普及し、そのカットはフランスのエディ・スリマンによってデザインされた。2002年に日韓共催で行われたFIFAワールドカップでイングランド代表のベッカムが当時この髪型をしており、日本国内におけるサッカーフィーバーやベッカムフィーバーとあいまって、この髪型が爆発的な人気となった。
日本人の頭の形をより立体的に見せるので、日本人男性の髪型スポーツ刈りの一種として定着している。

## ソフトモヒカン画像

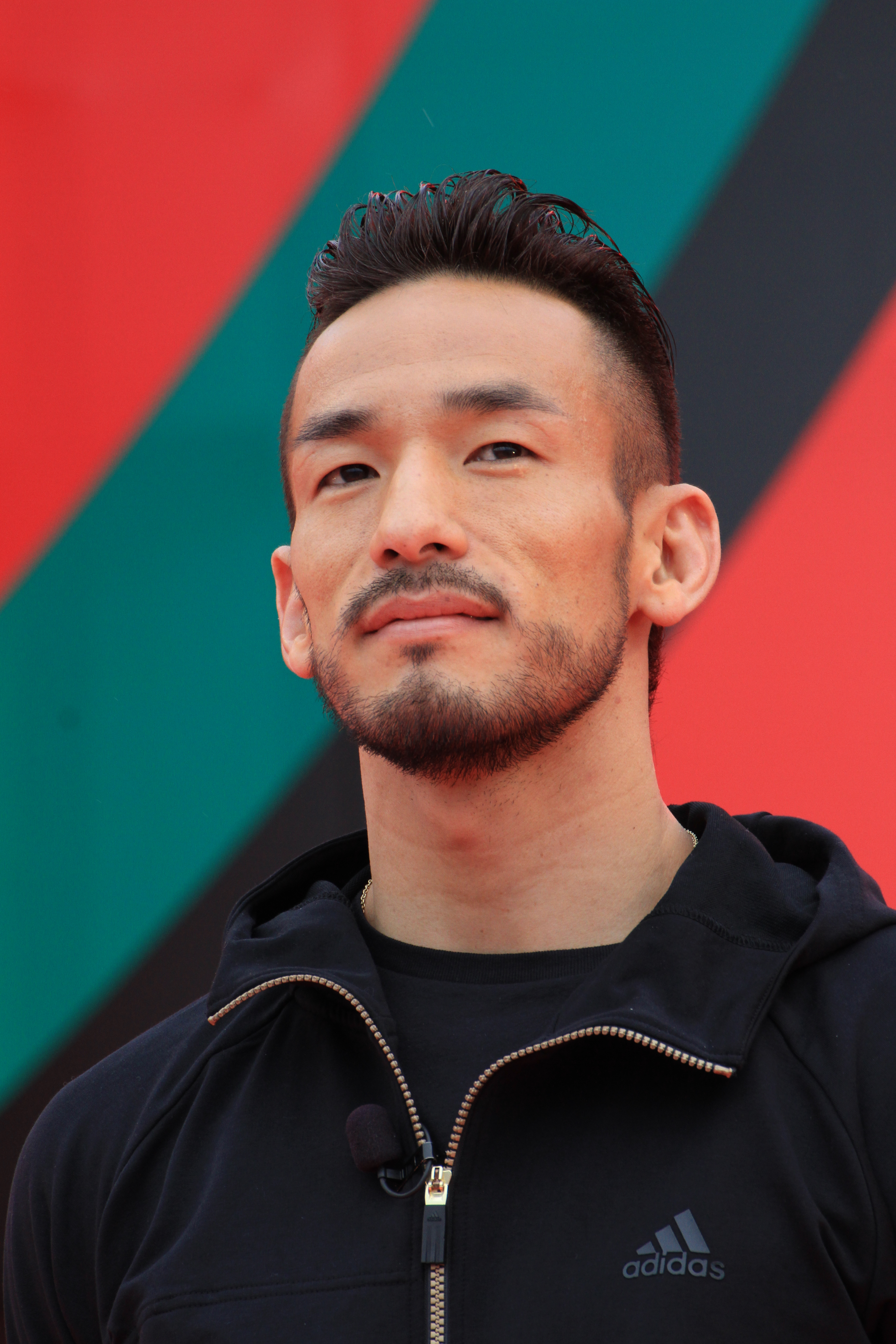
中田英寿（2012年）
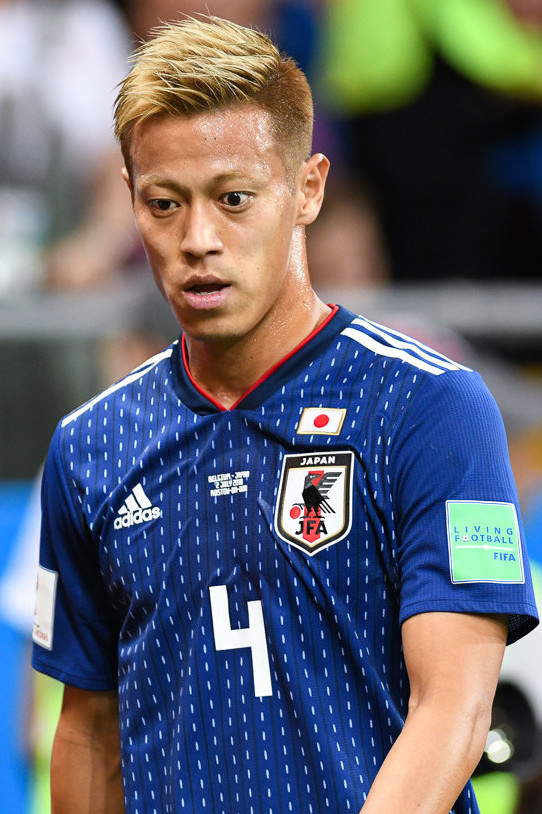
本田圭佑（2018年）
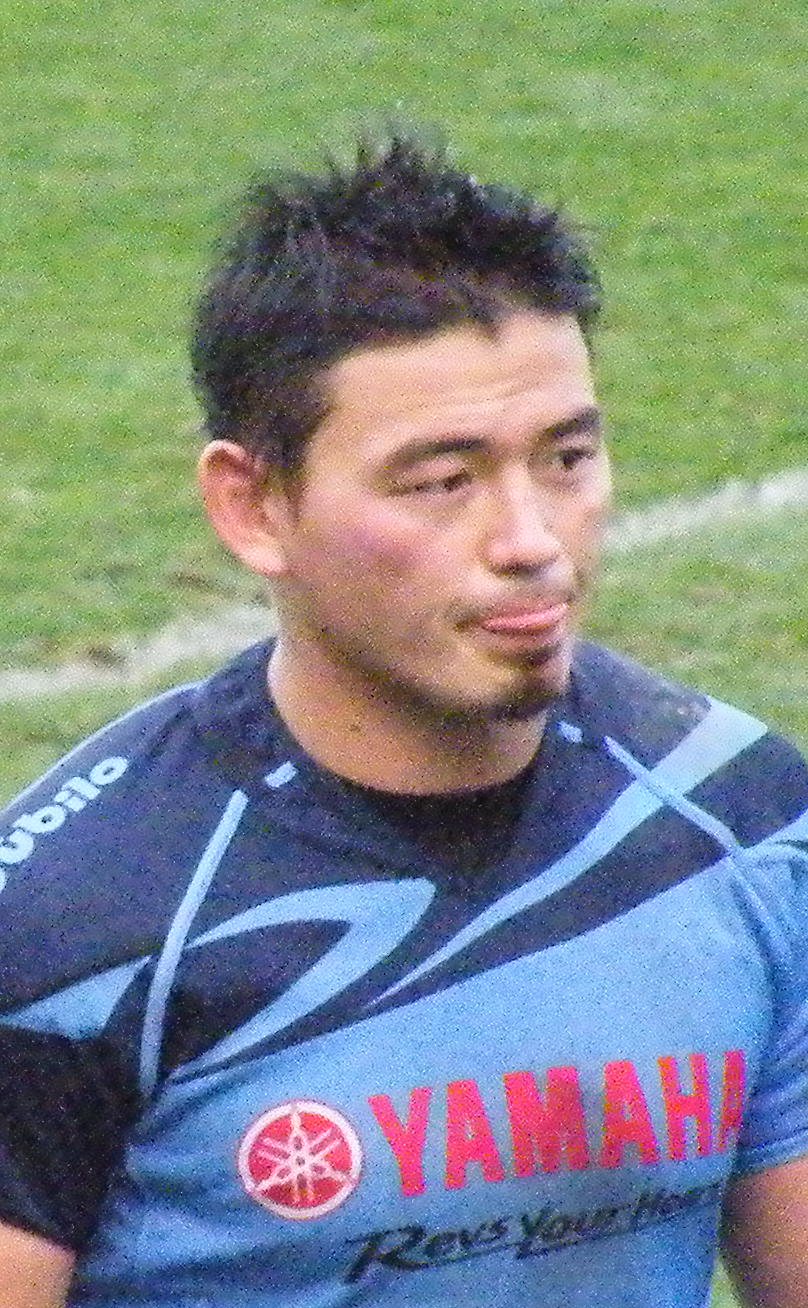
五郎丸歩（2014年）
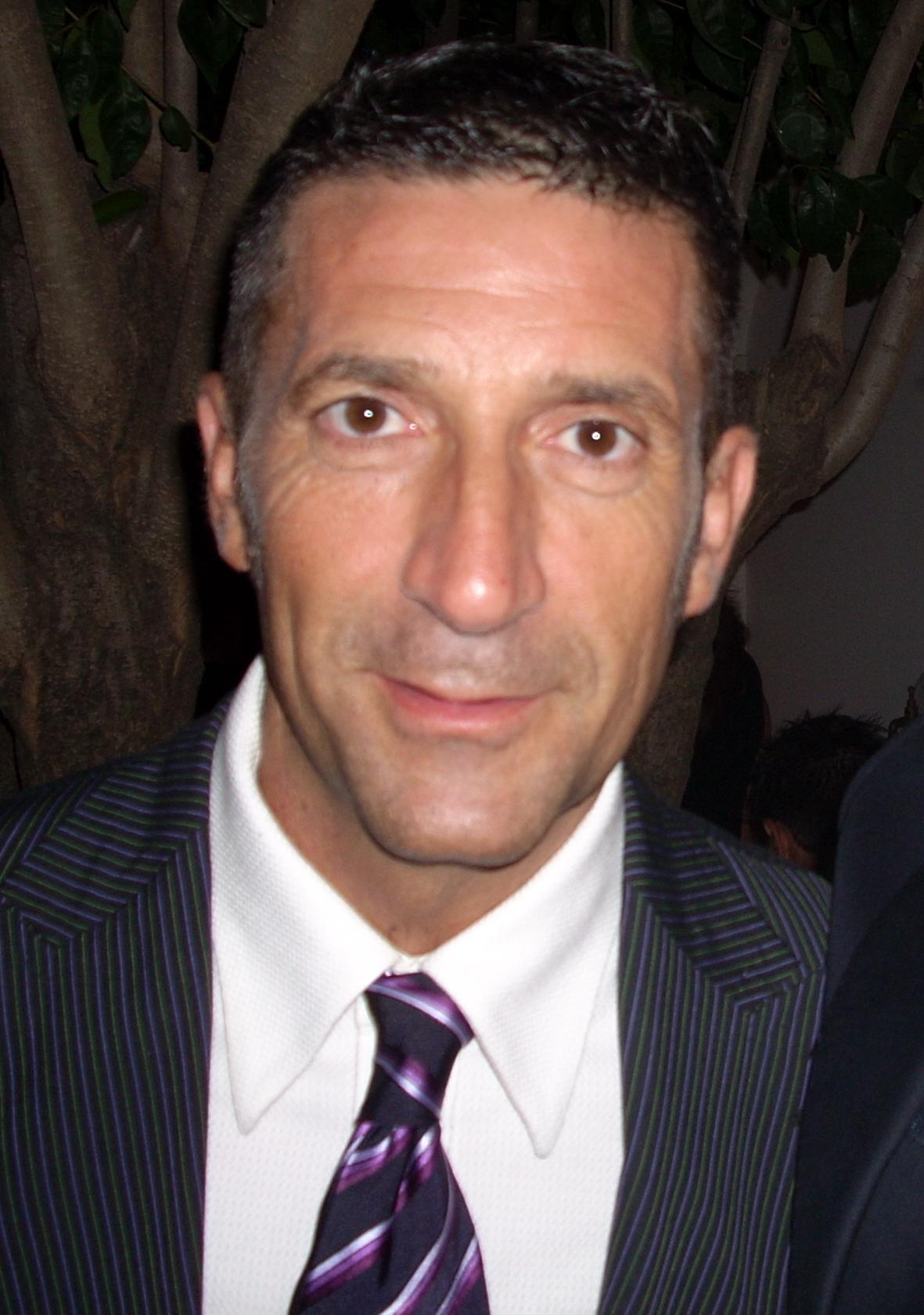
パンツェッタ・ジローラモ（2007年）
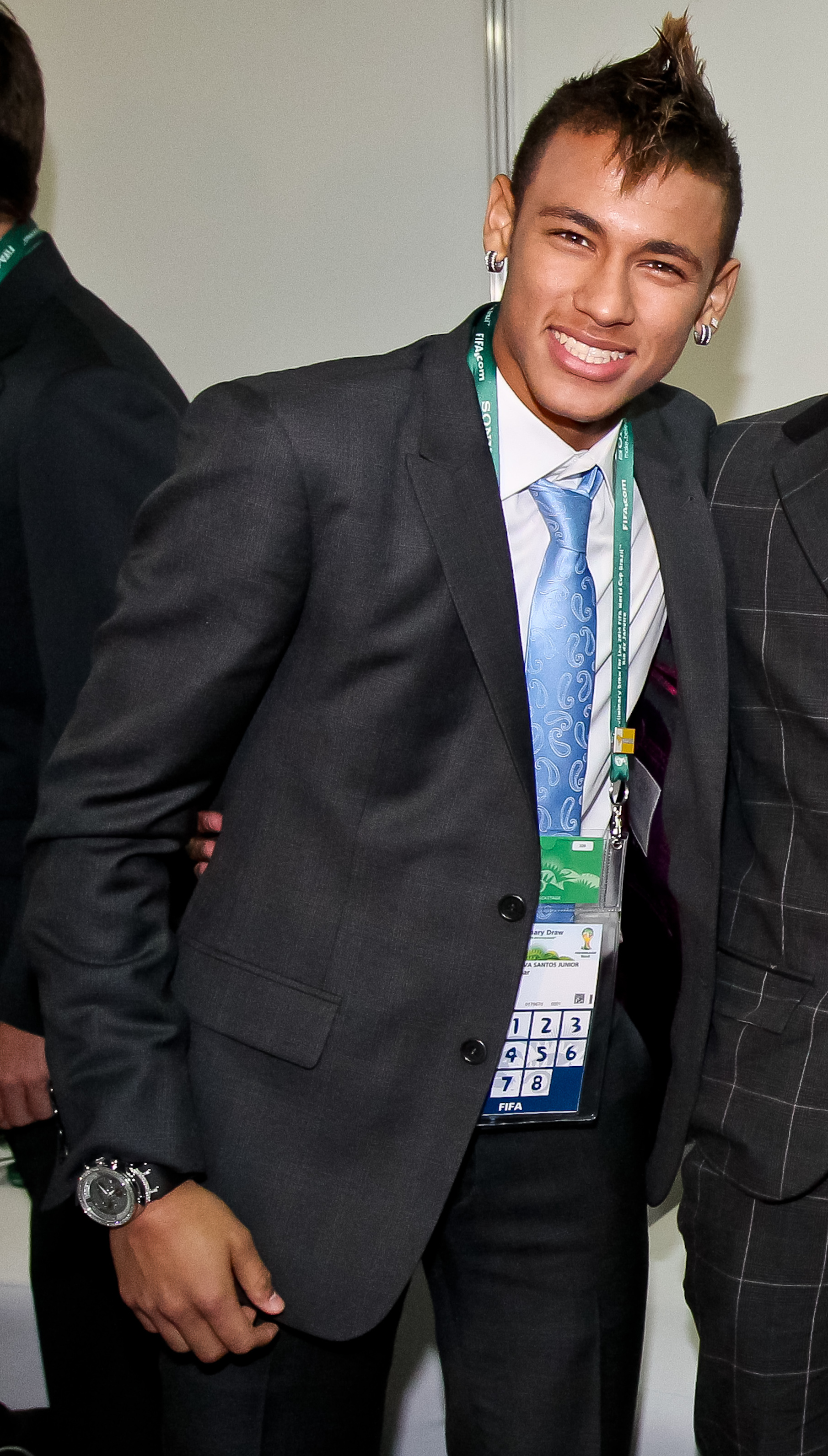
ネイマール（2011年）
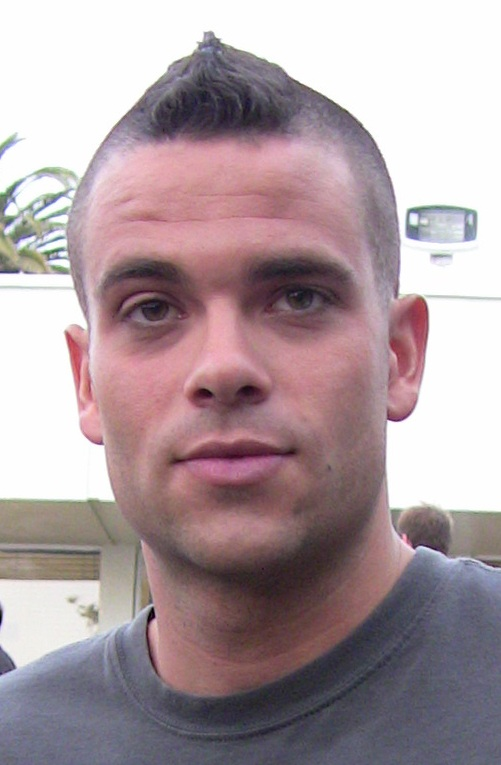
マーク・サリング（2009年）
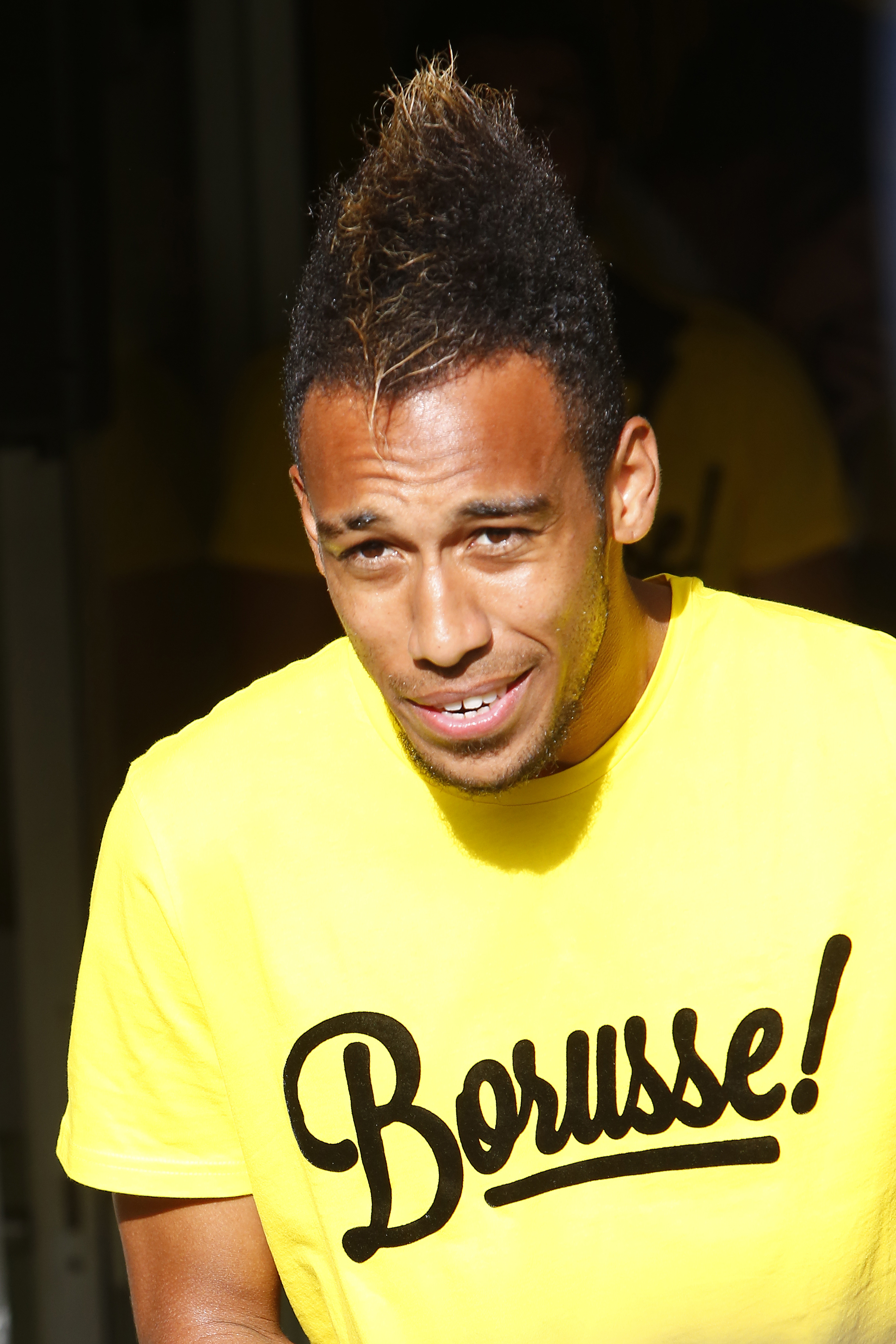
ピエール＝エメリク・オーバメヤン（2014年）
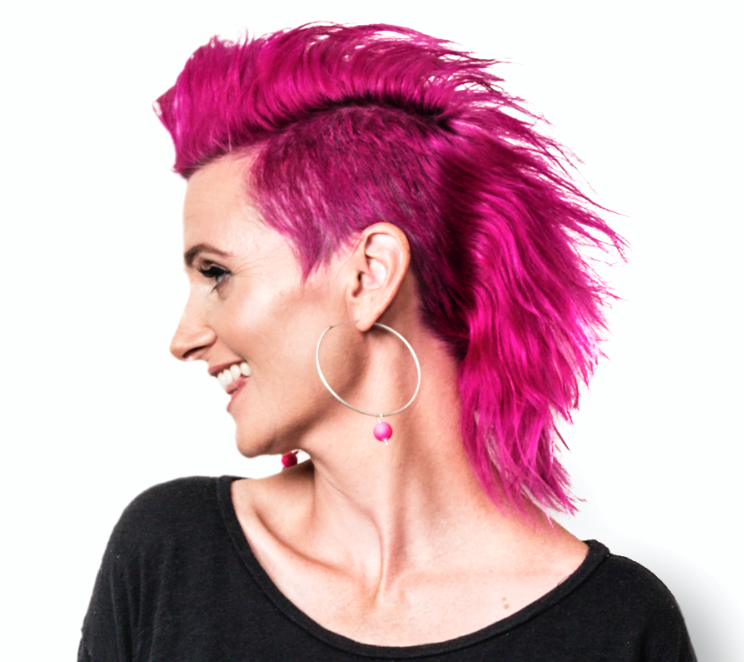
ルーシー・ブルーム（英語版）（2019年）